# Pervagor randalli
Pervagor randalli är en fiskart som beskrevs av Lee Milo Hutchins 1986. Pervagor randalli ingår i släktet Pervagor och familjen filfiskar. Inga underarter finns listade i Catalogue of Life.